# Piparpati Parchrouwa
piparpati pacharauta 
Piparpati pacharauta  (en népalais : पिपरपाती पचरौता) est un comité de développement villageois du Népal situé dans le district de Bara. Au recensement de 2011, il comptait 5 033 habitants.